# Meterik

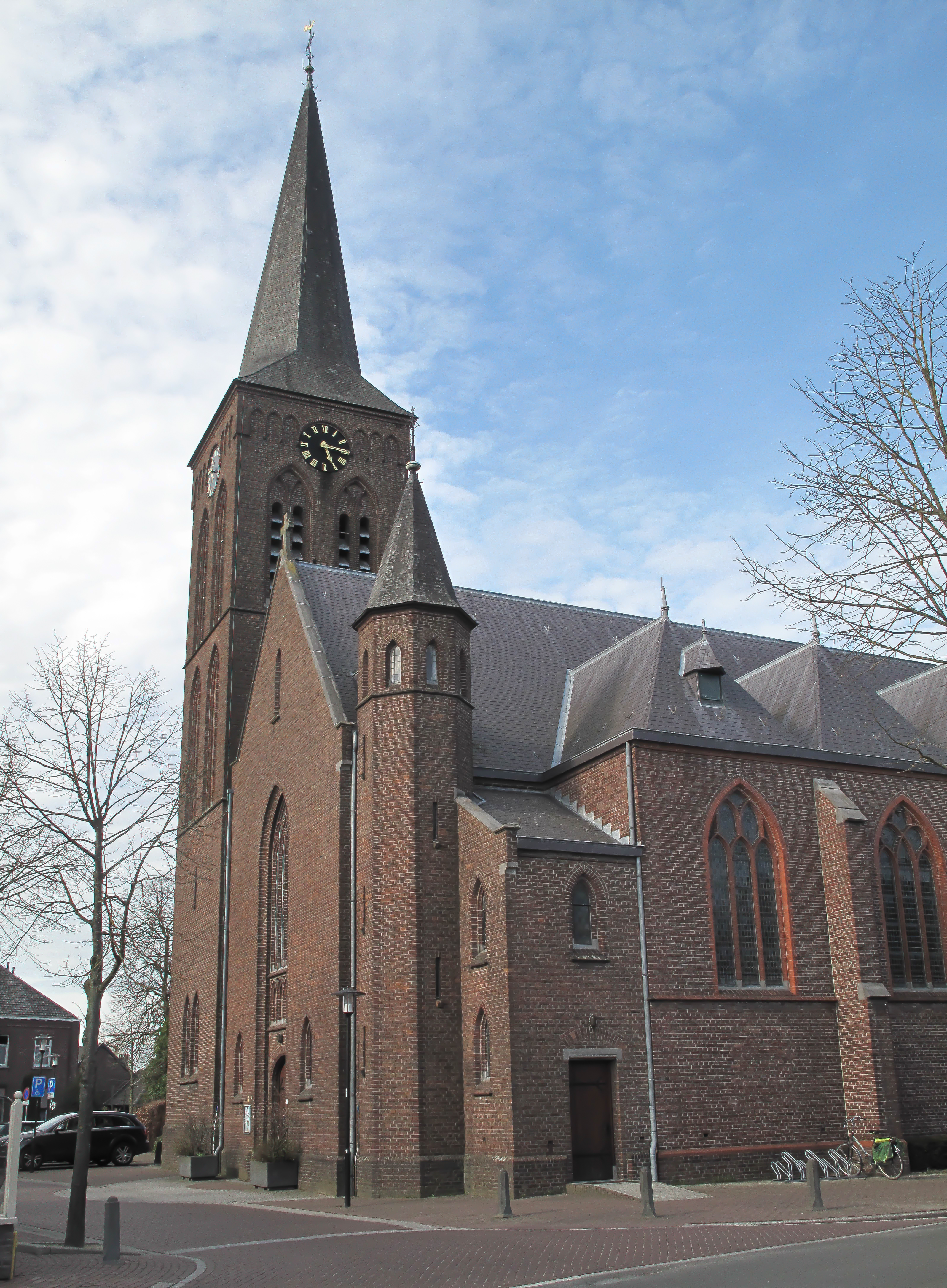
Meterik, église: de Sint Johannes Evangelistkerk

Meterik (limbourgeois : De Mieëterik), est un village situé dans la commune néerlandaise de Horst aan de Maas, dans la province du Limbourg. Le 1er janvier 2007, le village comptait 1 552 habitants.